# EDGE (ソフトウェア)
EDGEとは、たかぼーこと飯田貴士により個人で開発されているMicrosoft Windows専用のグラフィックソフトウェア。インデックスカラー形式の画像編集を専用に取り扱うピクセルエディタ形式のソフトウェアである。ソフトウェアの名称はEnhanced Dot Graphics Editorの頭文字に由来。

## 特徴
その名の通りドット絵の作成・編集を主目的としている。過去にTech Winの「デジタルアイアンマン」に掲載されていた「IDraw」の機能を参考に2000年1月30日に開発が始まり、2000年11月26日にVer1.07が公開された。
インターフェースはMDI形式となっておりひとつのウインドウで複数のファイルを編集できるほか、ツールバーはドッキング形式となっており、縦置きや浮動表示などユーザーが必要に応じて位置などを調整できるようになっている。また、機能としてレイヤー管理、選択範囲の保存、色域指定、マスキング、フィルタなどが利用でき、ある程度複雑な作業も行いやすくなっている。
フォーマットはBMP, PNG, GIF（アニメーションGIFを含む）, ICO, EDG（独自形式）の読み込みと書き出し、MAG形式の読み込み、AVI形式での書き出しに対応しているが、読み込み可能なファイルフォーマットであってもフルカラー形式の画像には対応していない。また、Susieプラグインが取り扱えるため、EDGE本体が未対応の形式でもSusieプラグインを利用すれば読み込めるようになるものがある。
2005年に開発のメインはEDGE2へ移行したが、2021年6月現在EDGEの配布は続けられている。

## EDGE2
EDGE2はEDGEの機能をさらに発展させたソフトウェアで、シェアウェアとして配布されている。2005年4月27日に0.90β版が、2006年9月10日にVer.1.00正式版が公開された。基本的な機能はEDGEと同一で、出力できるファイルもEDGEとの互換性を持っているが、インターフェースの強化などが行われており、操作性はEDGEよりも向上している。

### EDGE2独自の機能
内蔵画像ビューア
ファイルを開く際に独自の画像ビューアを利用でき、対応ファイルの中身を開く前に確認できる。
また、EDGEのパレットを保存した独自形式のファイルもビューアでの閲覧が可能であり、どのような色の割り当てられたパレットであるかをひと目で判断することが出来る。
MDIウインドウ切り替えタブ
編集画面は従来どおりMDI形式になっており、複数ファイルを同時に編集できるが、タブが付いているため従来版よりも手軽に編集画面を切り替える事が出来る。
スタンプ機能
指定範囲をスタンプ化する機能。画像の部分的な複製がEDGEよりも容易に行える。
強化された文字ツール
従来のものよりも文字入力機能が強化されており、装飾を入れた状態での文字入れや縦書きなどが出来るようになっている。
パレットバンク機能
1枚の画像に割り当てられるパレットを複数切り変える事が出来、図柄の同じ色違い画像などの作成が容易である。
カラーマスク機能
指定された色への上書きを保護することが出来、マスクとして利用することが可能である。